# Hiéroglyphe égyptien E9

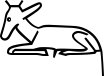
Un faon de Bubale en hiéroglyphe

Le hiéroglyphe égyptien E9 (faon de bubale) est classifié dans la section E « Mammifères » de la liste de Gardiner ; il y est noté E9.

## Représentation
Il représente un faon de bubale (Alcelaphus buselaphus) couché. Il est translittéré jw ou j.

## Utilisation
C'est un phonogramme bilitère de valeur jw.
| E9 | w |

| E9 | w |

## Exemples de mots
| E9 | w | E14 |

| E9 | w | E14 |

| E9 · a | F44 |

| E9 · a | F44 |

| E9 · r | B2 |

| E9 · r | B2 |